# Ansina (município)
Ansina é uma localidade uruguaia do departamento de Tacuarembó, a centro-oeste do departamento, banhada pelo Rio Tacuarembó.. Está situada a 50 km da cidade de Tacuarembó, capital do departamento .

## Toponímia
O nome da localidade é uma homenagem à Ansina, personagem da independência da Banda Oriental (independência frente ao Vice-Reino do Rio da Prata).

## História
A localidade foi reconhecida oficialmente como povoado pela Lei 11.530 de 5 de outubro de 1950 e posteriormente em 1984 foi elevada à categoria de vila pela Lei 15.539 de 3 de maio.
Com a criação do segundo nível administrativo (Municípios do Uruguai - Lei Nº 18567), a maioria das localidades com mais 2.000 habitantes foi transformada em município. Pela Lei Nº 19319 de 27 de março de 2015 foi instituído o município de Ansina..

## População
Segundo o censo de 2011 a localidade contava com uma população de 2.712 habitantes.
| Variação demográfica do município entre 1963 e 2011 |
|                                                     |

## Autoridades
A autoridade do município é o Conselho Municipal, sendo o alcalde ("prefeito") e quatro concejales
Alcaldes:
| Nº | Alcalde                   | Partido          | Inicio do mandato | Fim do mandato | Observações    |
| -- | ------------------------- | ---------------- | ----------------- | -------------- | -------------- |
| 1  | Pablo Ariel de los Santos | Partido Nacional | julho de 2015     | 2020           | Alcalde eleito |
| 2  | Luiz Amadeo Tabárez       | Partido Nacional | 2020              | 2020           | Alcalde eleito |

## Esportes
A cidade de Ansina possui uma liga de futebol afiliada à OFI, a Liga de Fútbol de Villa Ansina. . Na cidade se localiza o Estádio Municipal de Villa Ansina

## Geminação de cidades
A cidade de Ansina não possui acordos de geminação com outras cidades

## Religião
A cidade possui a Paróquia "Nossa Senhora do Itatí", subordinada à Diocese de Tacuarembó.A igreja é um santuário onde acontecem várias romarias e a "Fiesta Gaucha de la Virgen del Itatí". Esta devoção têm lugar devido à imigração forçada dos guaranis dos Sete Povos das Missões, que já haviam fugido da invasão bandeirante da Gobiernación do Guayrá e chegaram à região de Tacuarembó. .

## Transporte
O município possui as seguintes rodovias:
- Ruta 44, que liga o município de Melo (Departamento de Cerro Largo) à cidade.
- Ruta 26, que liga o município de Río Branco (Departamento de Cerro Largo) - Ponte Internacional Barão de Mauá / Jaguarão (Rio Grande do Sul) e a (BR-116 - à cidade de Lorenzo Geyres (Departamento de Paysandú). [14][15]